# Notre-Dame-des-Sablons (Aigues-Mortes)

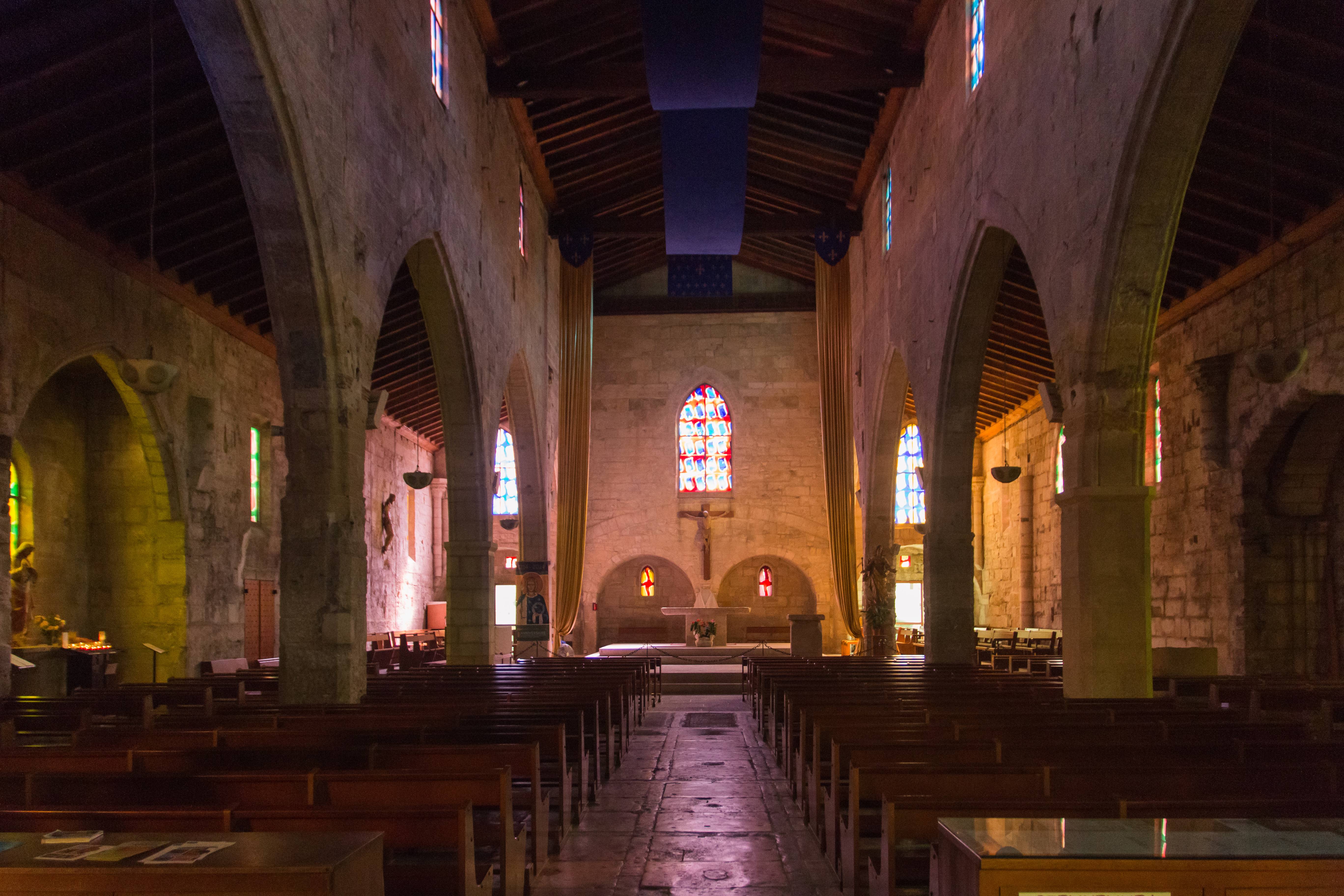
Innenraum nach Osten

Die Kirche Notre-Dame-des-Sablons ist die römisch-katholische Hauptkirche von Aigues-Mortes. Hier wurden am 25. August 1248 die Kreuzfahrer des Sechsten und am 1. Juli 1270 die des Siebten Kreuzzugs vor ihrem Auszug von den Kardinal-Legaten Odo von Châteauroux und R. de Chevrières gesegnet.

## Geschichte
Die Vorgängerkirche wurde bereits 1188 erwähnt. Die Bauzeit des heutigen Kirchengebäudes ist nicht genau bekannt, doch wird davon ausgegangen, dass die Kirche noch vor den Befestigungsanlagen um die Stadt errichtet wurde und bei der Ausschiffung König Ludwig IX., des Heiligen und seiner Truppen zum sechsten Kreuzzug, also in der Mitte des 13. Jahrhunderts, bereits stand. Notre Dame des Sablons ist das letzte bauliche Zeugnis dieser Ereignisse.
1537 wurde die Kirche in ein Kollegiatstift umgewandelt. In der Reformation wurde Aigues-Mortes hugenottisch. Die Protestanten plünderten das Kollegiatstift 1575.
1634 stürzte der Kirchturm ein. Trümmer trafen auch das Kirchenschiff und die Kirche war an die 100 Jahre nicht mehr nutzbar. Der Gemeindegottesdienst fand in dieser Zeit in der Kapelle der Weißen Büßer (Pénitents blancs) statt. Erst 1738 bis 1744 ist das Gebäude wieder hergestellt worden.
In der Französischen Revolution wurde die Kirche säkularisiert und erst wieder 1804 wieder geweiht. Dafür erhielt sie eine klassizistisch-neobarocke Ausstattung. Diese wurde 1964 bis 1967 wieder beseitigt. Ab 1991 stattete Claude Viallat die Kirche mit 31 modernen Buntglasfenstern aus.
Seit 1949 steht die Kirche unter Denkmalschutz, seit 1990 auch wegen eines gallo-römischen Altars, der als Sockel eines Ambos dient.

## Bauwerk
Die Kirche ist ein eher anspruchsloses Bauwerk. Ausgeführt ist sie als eine dreischiffige, gotische Hallenkirche, die nicht eingewölbt ist, sondern von einem offenen Dachstuhl bedeckt wird.
Das Geläut besteht aus drei Glocken, deren größte hat einen Durchmesser von 1,07 m und stammt von 1740.